# Johann Wilhelm Petersen

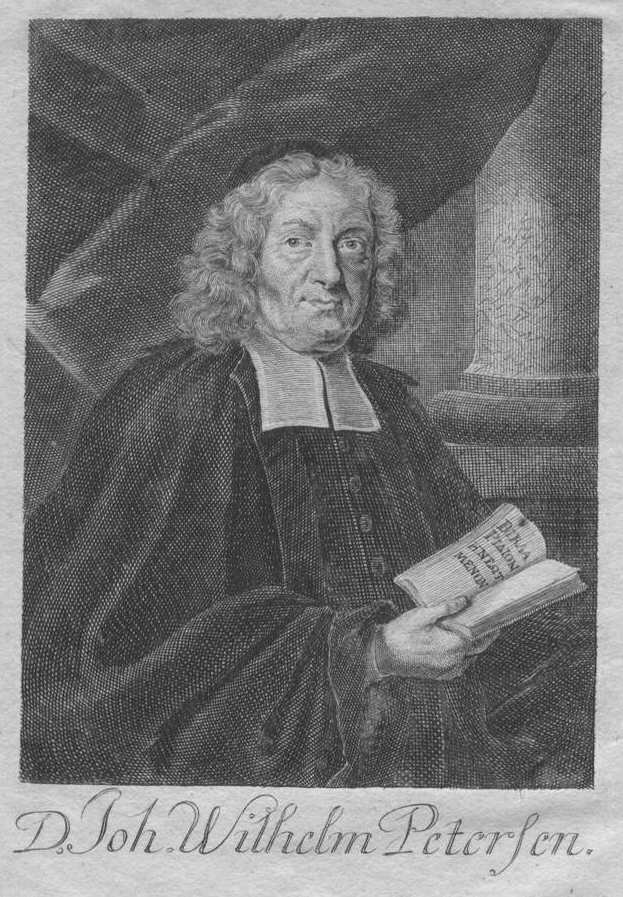
Johann Wilhelm Petersen.

Johann Wilhelm Petersen, född 1 juni 1649 i Osnabrück och död 31 januari 1727, var en tysk präst verksam i Danmark där han avsattes för "svärmeri". Psalmförfattare representerad i danska Psalmebog for Kirke og Hjem.

## Psalmer
- Hvor lystig, sød og yndig, diktad 1721